# الکس بوسکوتن
الکس بوسکوتن (انگلیسی: Alex Boegschoten؛ زادهٔ july ۱۵, ۱۹۵۶ (۶۸ سال)) ورزشکار واترپلو اهل پادشاهی هلند است.
وی در مسابقات کشوری و بین‌المللی در مجموع برندهٔ ۱ مدال برنز شده‌است.